# Kropotkinskaja (metrostation)
Kropotkinskaja (Russisch: Кропо́ткинская) is een station op de Sokolnitsjeskaja-lijn van de Moskouse metro. Het station is op 15 mei 1935 geopend als Dvorets Sovetov (Paleis van de Sovjets). 

## Ontwerp
Het station werd ontworpen om de reizigersstroom naar het Paleis van de Sovjets, dat op de plaats van de Christus Verlosserkathedraal zou verrijzen, te verwerken. Hierom moest het station het grootste en luisterrijkste worden van de eerste metrolijn. Het station heeft aangelichte zuilen geïnspireerd op de Tempel van Amon in Karnak. Het marmer is niet afkomstig van de gesloopte kathedraal, want dat is gebruikt voor station Teatralnaja. Het ruime perron is bekleed met rode en grijze granieten vierkanten, de wanden waren aanvankelijk betegeld maar zijn nu bekleed met wit Kovelga marmer. Verborgen lampen in de zuilen zorgen voor de verlichting van het station. De maquette van het station werd zowel op Wereldtentoonstelling van 1937 in Parijs als op de Expo 58 in Brussel, bekroond met de Grand Prix. In 1941 werden de archtiecten en ingenieurs onderscheiden met de Stalinprijs voor architectuur en bouwnijverheid. Omdat de bouw van het Paleis van de Sovjets in 1953 werd afgeblazen door Nikita Chroesjtsjov is het metrostation het enige voltooide onderdeel van dat project gebleven. Op 8 oktober 1957 werd het station omgedoopt in Kropotkinskaja, ter ere van Peter Kropotkin die in deze buurt was opgegroeid.

## Bouw
Kropotkinskaja is gebouwd in een bouwput van 176 m x 25 m en de tunnels naar Biblioteka Imeni Lenina zijn gebouwd als Openbouwputtunnel. De combinatie van ruim voldoende ruimte en droge grond vormden ideale omstandigheden voor de bouw. De bouw begon in de zomer van 1934 en na 180 dagen was de bouw in januari 1935 voltooid, vier maanden voor de opening op 15 mei 1935. De toegang lag aan de zuidkant van het perron aan de Gogolevskiboulevard. Het U-vormige toegangsgebouw werd ontworpen door S.M. Kravets en bestaat uit twee paviljoens die verbonden zijn door een boog. Eind jaren vijftig werd het station opgeknapt waarbij de zuilen met marmer werden bekleed en de vloer werd voorzien van graniet. De verbouwing werd afgesloten op 16 juli 1960 toen de noordelijke toegang werd geopend.

## Reizigers
Omdat het Paleis van de Sovjets nooit is gebouwd zijn de voorspelde reizigers aantallen nooit gehaald. In 2013 maakten dagelijks 42.050 reizigers gebruik van het station, voornamelijk bezoekers aan het Poesjkin museum en de herbouwde Cathedraal. Voor de toekomst is een overstap naar de Kalininskaja-lijn gepland. Hiervoor zal onder de zuidelijke ingang het metrostation Volgonka worden gebouwd dat naar verwachting in 2020 wordt geopend.

## Fotogalerij

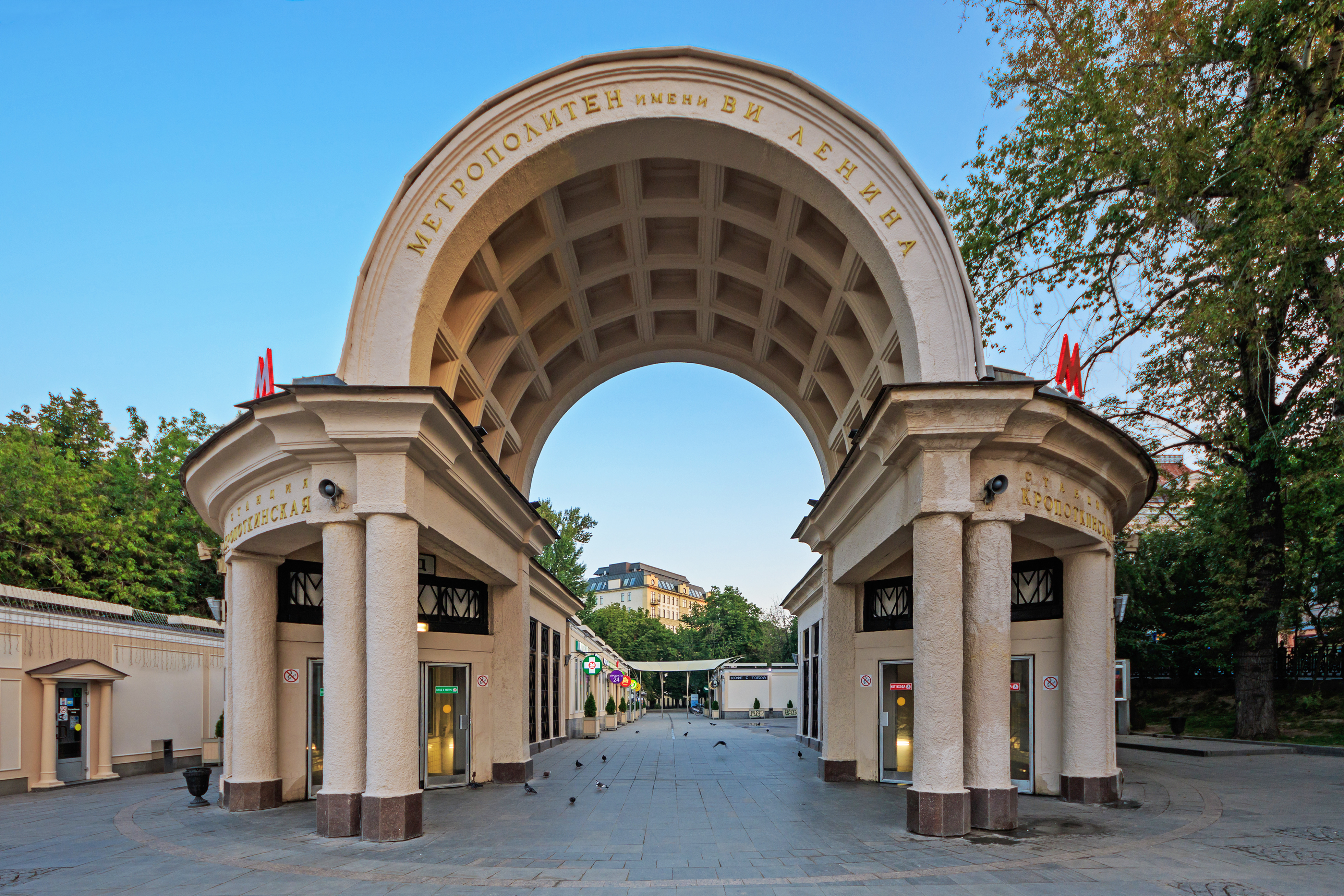
De oorspronkelijke toegang uit 1935
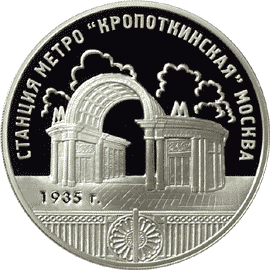
Munt uit de serie Russische architectonische monumenten
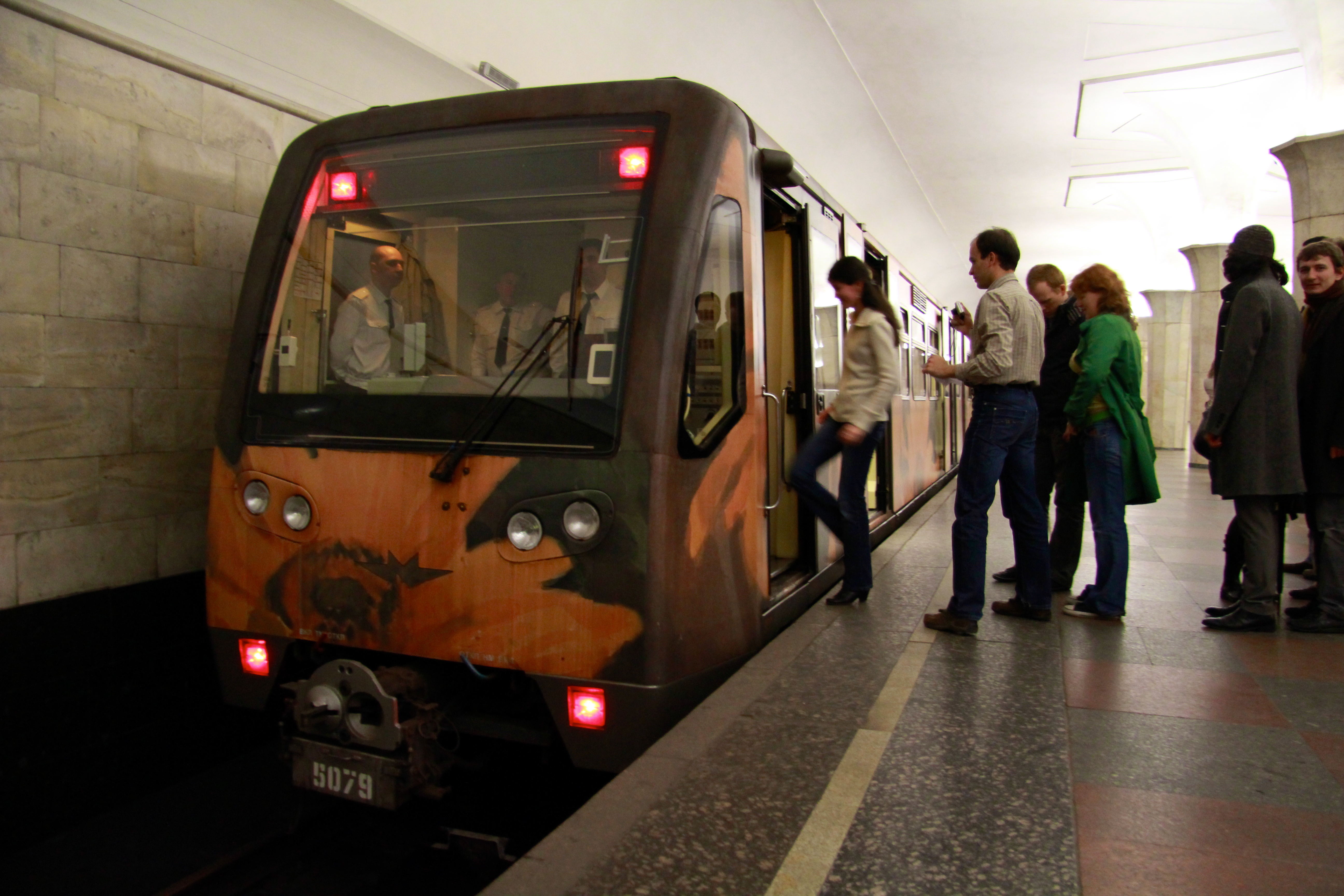
De aquareltrein in het station
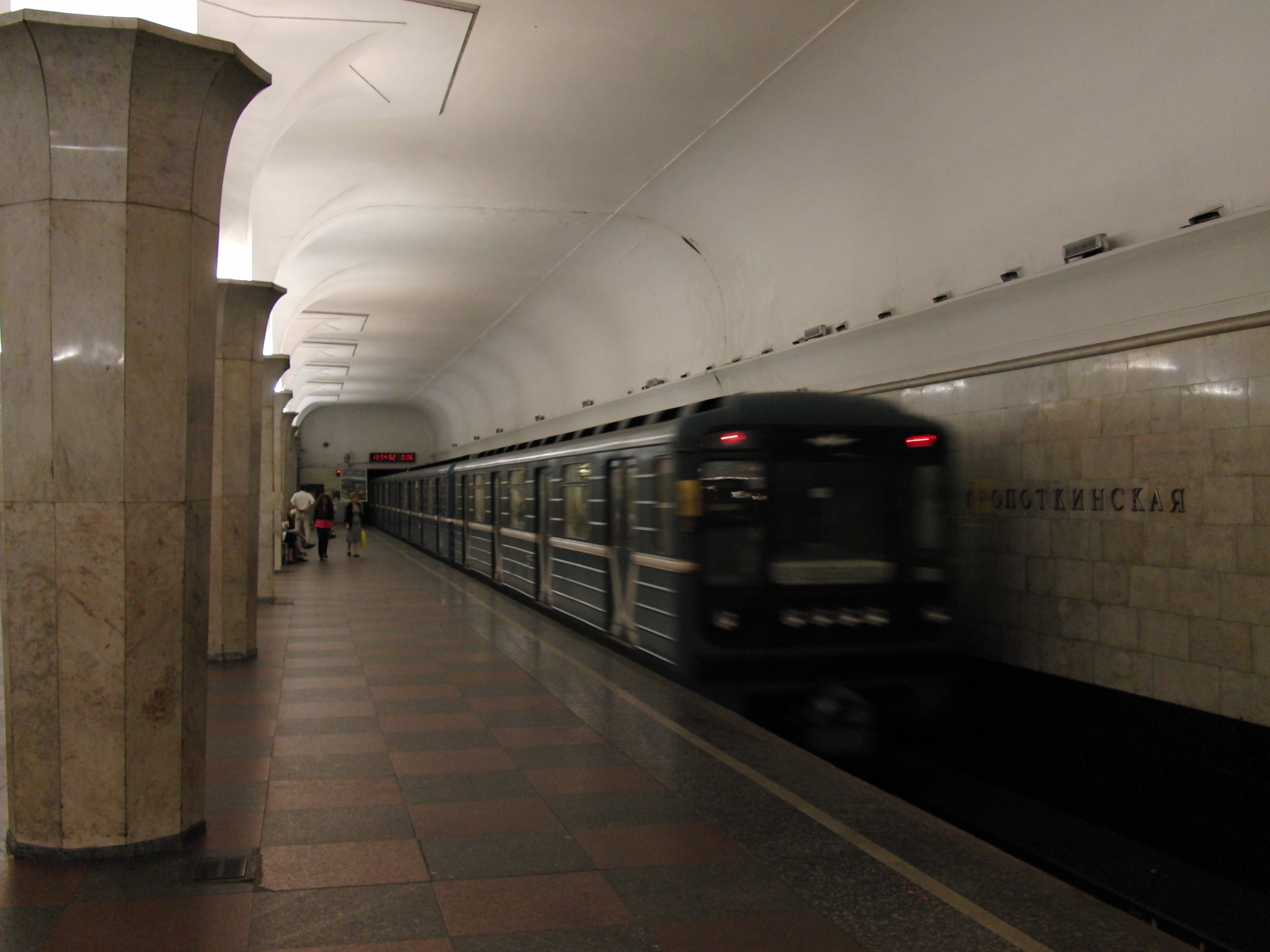
Treinstel van het type 81-717/714  bij vertrek uit Kropotkinskaja
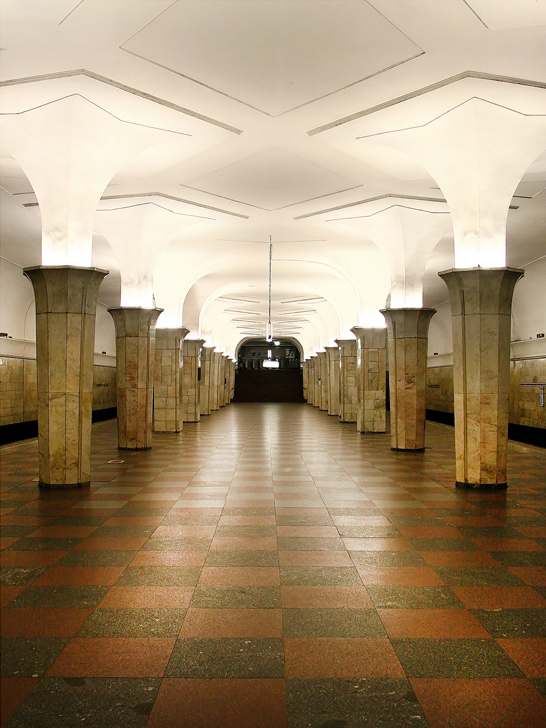
De zuilen van top tot teen